# 赫伯特·亚当斯基
赫伯特·亚当斯基（德語：Herbert Adamski，1910年4月30日—1941年8月11日），德国男子赛艇运动员。他曾代表德国参加1936年夏季奥林匹克运动会赛艇比赛，获得男子双人单桨有舵手金牌。